# Maksimir
Maksimir är en stadsdel i Zagreb i Kroatien. Den är av Zagrebs mer centrala stadsdelar och  har 48 902 invånare (2011). Maksimir är uppkallat efter biskopen Maksimilijan Vrhovac. 

## Geografi
Maksimir gränsar till stadsdelarna Podsljeme i norr, Gornja Dubrava i öster, Donja Dubrava i sydöst, Peščenica-Žitnjak i söder, Donji grad i sydväst och Gornji grad-Medveščak i väster.

## Lista över lokalnämnder
I Maksimir finns 11 lokalnämnder (mjesni odbori) som var och en styr över ett mindre område:
- Bukovac
- "Dinko Šimunović"
- Dobri Dol
- Dotrščina
- "Eugen Kvaternik"
- Kozjak
- Maksimir
- Maksimirska naselja
- Mašićeva
- Remete
- Ružmarinka

## Arkitektur och stadsbild
- Eugen Kvaterniks torg vid brytpunkten mellan Gornji grad-Medveščak, Donji grad och Maksimir är stadsdelens centrum.
- Maksimirparken anlades år 1794 och är Zagrebs största allmänna park.
- Maksimirstadion som är Kroatiens nationalarena i fotboll ligger i Maksimir.